# Wentshukumishiteu
In der Mythologie der Inuit ist Wentshukumishiteu (oder Uentshukumishiteu) ein Wassergeist, der grimmig den Nachwuchs mehrerer Tierarten vor menschlichen Jägern beschützt. Otter soll er hierbei besonders mögen. Die Inuit sagen, dass Wentshukumishiteu in der Lage sei, sich überall auf dem Wasser zu bewegen und auch das dickste Eis durchbrechen kann. Ebenso soll er unter dem Erdboden und durch Gestein wandern können. 
Eine seiner Heimstätten liegt angeblich unter Manitutshu, dem Geisterberg, einem Hügel bei den Muskrat Falls am Churchill River in Labrador, Kanada.